# Список умерших в 1293 году

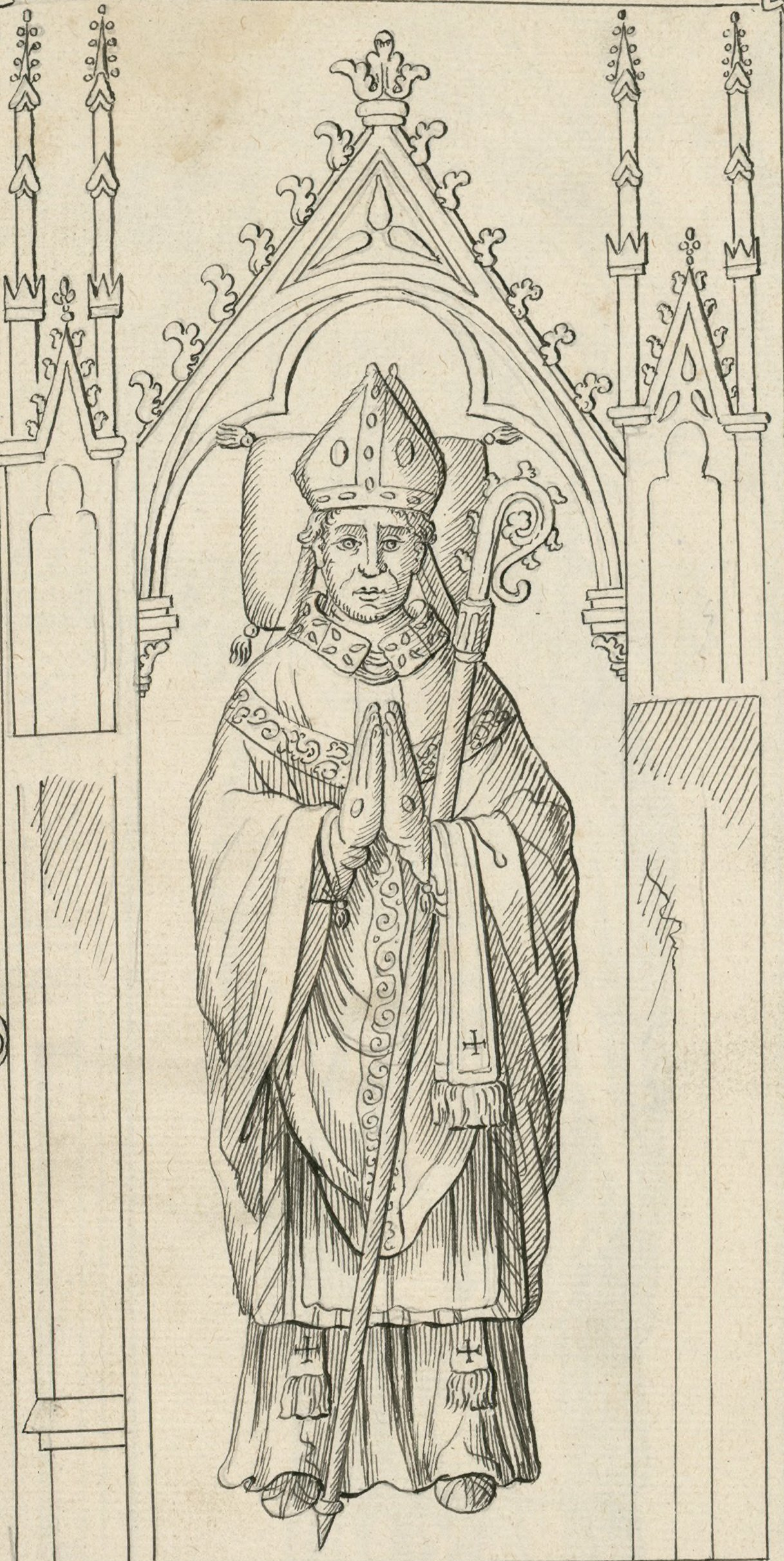
Гильом де Грез

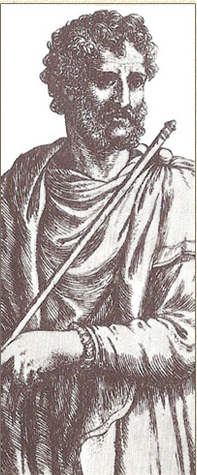
Обиццо II д’Эсте

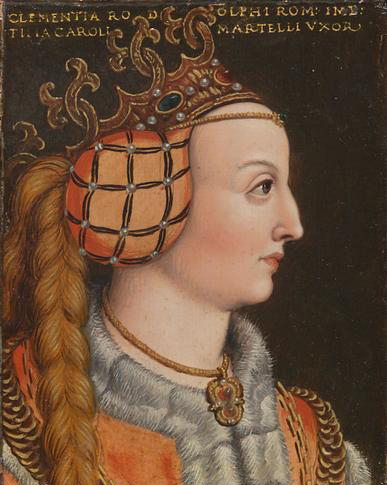
Клеменция Габсбургская

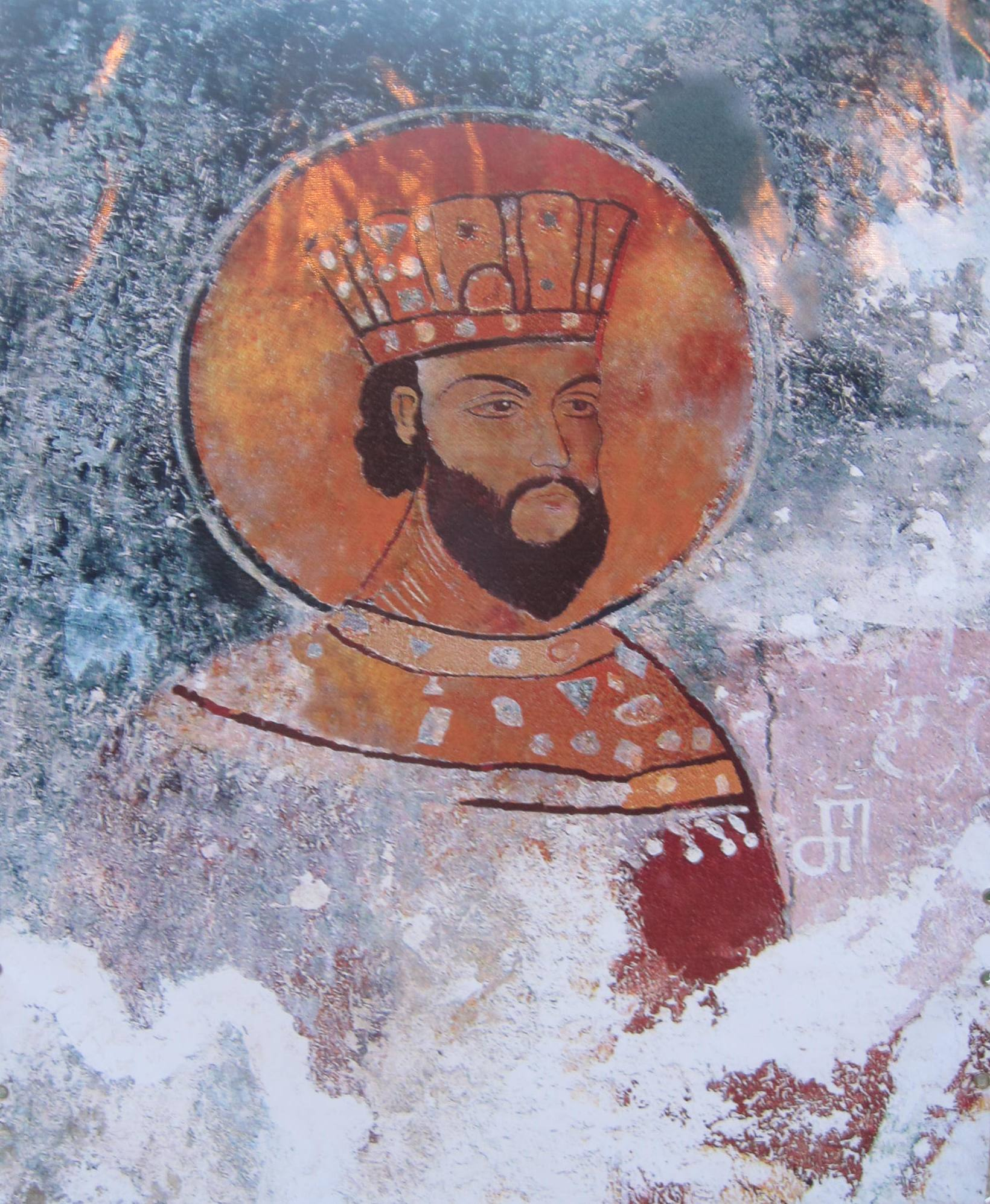
Давид VI Нарин

В этой статье представлен список известных людей, умерших в 1293 году.
См. также: Категория:Умершие в 1293 году

## Январь
- 12 января — Пере д’Урч[англ.] — епископ Уржеля (1269—1293), первый из епископов Урхеля князь-соправитель Андорры (с 1278)
- 29 января — Гильом де Грез[фр.] — епископ Осера	(1278—1293)

## Февраль
- 13 февраля — Обиццо II д’Эсте — маркиз Феррары и Анконской марки (1264—1293), убит.
- Клеменция Габсбургская — дочь Рудольфа I, жена Карла Мартелла Анжуйского

## Март
- 6 марта — Витьего фон Фурра[нем.] — епископ Майсена (1266—1293

## Апрель
- 1 апреля — Карино Пьетро да Бальзамо[итал.] — убийца Петра Веронского, святой римско-католической церкви.
- 3 апреля — Рудольф фон Габсбург-Лауфенбург — князь-епископ Констанца (1274—1293), регент Клетгау (1271—1288), регент Кибурга (1284—1290).
- 27 апреля — Меир из Ротенбурга  — один из последних тосафистов, духовный лидер еврейства Германии.

## Май
- 4 мая — Волквин V фон Шваленберг[нем.] — епископ Миндена (1275—1293)
- 12 мая — Томас Бек[англ.] — епископ Сент-Дейвидса (1280—1293)
- 14 мая — Агнес Горицко-Тирольская[нем.] — маркграфиня-консорт Мейсена (1291—1293), пфальцграфиня-консорт Саксонии (1286—1291), жена Фридриха I

## Июнь
- 29 июня — Генрих Гентский — средневековый бельгийский философ и теолог.

## Август
- 2 августа — Жан Шоле[итал.] — французский кардинал de S. Cecilia (1281—1293)
- 15 августа — Капоккио — итальянский еретик, изображённый в Божественной комедии Данте Алигьери, казнён инквизицией
- 29 августа — Пьер д’Абернон[фр.] — англо-нормандский поэт

## Сентябрь
- 18 сентября — Оберто III[итал.] — епископ Асти (1283—1293)

## Октябрь
- 7 октября — Пинамонте Бонакольси — первый народный капитан и сеньор Мантуи (1276—1291).
- 8 октября — Фридрих фон Фронау[нем.] — епископ Кимзе (1292—1293)

## Ноябрь
- 1 ноября — Генри де Холируд[англ.] — епископ Галлоуэя (1253—1293)
- 10 ноября — Изабелла де Форс — графиня Девон (1262—1293).
- 16 ноября — Эберхард II фон Штраленберг[нем.] — епископ Вормса (1291—1293)

## Декабрь
- 14 декабря — Аль-Ашраф Халиль — мамлюкский султан Египта (1290—1293), убит.
- Стиго Андерсен — датский вельможа и маршал; участник антикоролевского заговора и убийца датского короля Эрика Клиппинга, герой датских романтических баллад и сказаний.

## Дата неизвестна или требует уточнения
- Аньтун — монгольский государственный и военный деятель империи Юань.
- Бальтазар Хольте — ландмейстер Тевтонского ордена в Ливонии (1290—1293)
- Давид VI Нарин — царь Западной Грузии (1245—1293)
- Джаякатванг[англ.] — правитель Явы переходного периода (1292—1293)
- Лодеринго дельи Андало[англ.] — один из основателей ордена гаудентов
- Лю Инь — китайский учёный-неоконфуцианец, каноновед.
- Михаил Глебович — князь Белозерский (1278—1279, 1286—1293).
- Нарджот де Туси[англ.] — сицилийский адмирал, командовавший флотом в битве графов (1287)
- Ованес Ерзнкаци Плуз — армянский мыслитель и церковно-общественный деятель. Автор трудов по философии, грамматике, космографии, многочисленных поэм и песен
- Оуэн де ла Поль — правитель Поуис Венвинвин (1286—1293).
- Санджар аль-Халаби — влиятельный мамлюкский эмир, наиб Дамаска и Халеба
- Стефан IV[англ.] — армянский католикос Киликии (1290—1293)
- Франциск Аккурсий[англ.] — итальянский юрист
- Хуан Альфонсо де Молина[исп.] — епископ Паленсии (1278—1293)